# Brockway Motor Company
Brockway – byłe amerykańskie przedsiębiorstwo specjalizujące się w produkcji ciężarówek i autobusów. Pojazdy pod tą marką produkowane były w stanie Nowy Jork w latach 1912–1977.

## Historia

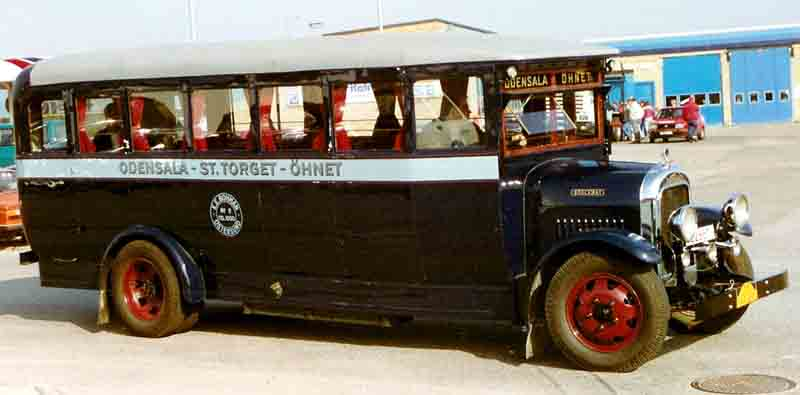
Autobus Brockway z 1929 roku

Zakłady zostały założone jako Brockway Carriage Works w 1885 roku w miejscowości Homer przez Williama Brockwaya. Jego syn George Brockway zmienił profil fabryki na produkcję ciężarówek w 1909 roku.
Wśród produkowanych autobusów były m.in. modele Brockway Lux i Brockway H. Spółka w sierpniu 1956 została wykupiona przez Mack Trucks i była jej oddziałem aż do zamknięcia zakładu w 1977 roku. Obecnie historyczne samochody Brockway są co rok prezentowane na pokazie w Cortland.
Autobusy marki Brockway obsługiwały jako jedne z pierwszych regularne linie w Gdyni na przełomie lat 20. i 30. XX w.